# Tayfun Belgin
Tayfun Belgin (* 3. August 1956 in Zonguldak, Türkei) ist ein deutscher Museumsdirektor und Kunsthistoriker.

## Leben
Belgin kam 1961 aus seinem Geburtsland Türkei nach Deutschland. Von 1967 bis 1971 besuchte er das Deutsch-Türkische Internat in Istanbul und machte 1979 in Wuppertal sein Abitur. Kurzzeitig spielte er Schlagzeug in einer Rockband und studierte dann an der Ruhr-Universität Bochum Kunstgeschichte, Philosophie und Geschichte unter anderem bei Max Imdahl. 1991 wurde er in Bochum mit einer Arbeit über Rolf-Gunter Dienst promoviert.
Von 1985 bis 1988 leitete er den 1950 gegründeten Kunstverein Ruhr e. V. in Essen und arbeitete danach in der renommierten Essener Galerie Neher. Von 1990 bis 2003 war Belgin als Kustos der Sammlung und seit 1999 auch als Abteilungsleiter am Museum Ostwall in Dortmund tätig. Von 2003 bis 2007 leitete er die Kunsthalle Krems. 2007 wurde er zum Direktor des Osthaus Museums Hagen berufen, das 1902 als Museum Folkwang und weltweit erstes Museum für zeitgenössische Kunst von Karl Ernst Osthaus gegründet wurde. Von Juli 2012 bis April 2024 leitete Belgin den neu gebildeten Fachbereich Kultur der Stadt Hagen. Seit dem 1. Mai 2024 ist Belgin im Ruhestand.
Tayfun Belgin kuratierte zahlreiche überregional und international bedeutende Ausstellungen, beispielsweise Von der Brücke zum Blauen Reiter, Alexej von Jawlensky – Reise, Freunde, Wandlungen und Werkschauen unter anderem zu Miró, Immendorff, Lüpertz, Karl Schmidt-Rottluff oder Helnwein.

## Publikationen (Auswahl)
- Rolf-Gunter Dienst. Malerei und Interpretation, Bochum 1992
- Kunst des Informel. Malerei und Skulptur nach 1952. Köln, 1997
- Alexej von Jawlensky. Reisen, Freunde, Wandlungen, Heidelberg 1998
- Joan Miró. Werke aus Mallorca; Gemälde, Skulpturen und Arbeiten auf Papier von 1966 bis 1981, Bad Breisig 1999
- Türkei. Ein Land auf der Suche nach der Gegenwart, Wien 2006
- Triumph der Schönheit. Die Epoche der Salonmalerei von Makart bis Rossetti; (Katalog zur Ausstellung Triumph der Schönheit: die Epoche der Salonmalerei von Makart bis Rossetti), Krems 2006
- Jörg Immendorff – Was uns Malerei bedeuten kann, Klosterneuburg 2008
- (Hrsg.) Der Folkwang Impuls. Das Museum von 1902 bis heute, Lüdenscheid 2012
- (Hrsg.) Aus Berlin: Pavel Feinstein, Johannes Grützke, Johannes Heisig, Lilli Hill, Torsten Holtz, Andreas Leißner, Bettina Moras, Heike Ruschmeyer, Michael Sowa, Volker Stelzmann, Lüdenscheid 2012
- (Hrsg.) Markus Lüpertz – Der gemalte Horizont, Düsseldorf 2012